# Clase Tuo Chiang
La corbeta de clase Tuo Chiang (chino: 沱江; lit. 'Río Tuo') es una clase de corbetas multimisión rápidas (hasta 45 nudos, 83 km/h, 52 mph) y sigilosas de diseño taiwanés construidas para la Armada de la República de China (Taiwán). Está diseñada para contrarrestar a los numerosos y cada vez más sofisticados buques de la Armada del Ejército Popular de Liberación utilizando tácticas de ataque y huida, por lo que presenta un diseño limpio de la estructura superior con muy pocas extrusiones para reducir la firma de radar, escape de motor preenfriado para reducir la firma de infrarrojos y una firma visual reducida para reducir la posibilidad de detección.

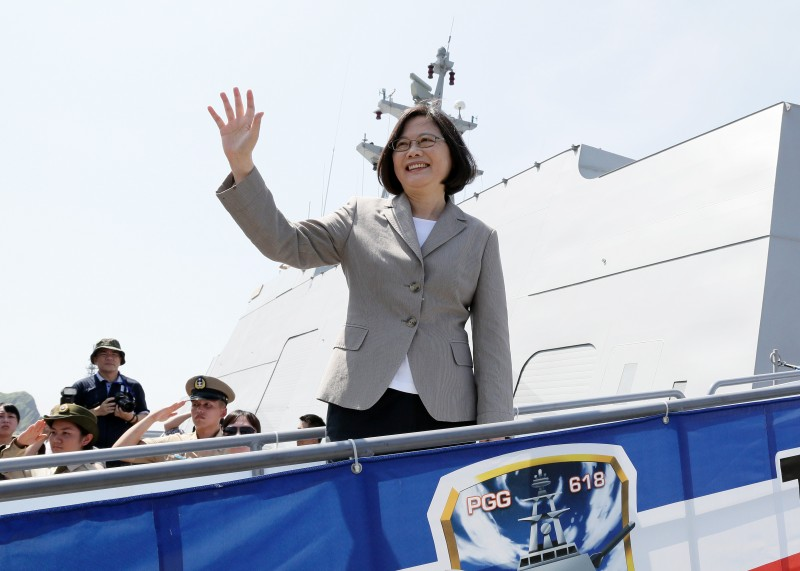
La Presidenta taiwanesa Tsai Ing-wen a bordo de la Tuo Chiang

## Desarrollo
El programa fue anunciado por el Ministerio de Defensa Nacional (MND) de la República de China (Taiwán) el 12 de abril de 2010. Fue desarrollado por el Centro de Construcción Naval de Kaohsiung. La clase Tuo Chiang fue desarrollada para hacer frente a la debilidad común de los pequeños buques de guerra tradicionales, tales como patrulleras y corbetas no aptos para largos períodos de tiempo en mares agitados alrededor de la isla de Taiwán. 
En 2011, el Yuan Legislativo taiwanés aprobó un presupuesto de 24.980 millones de dólares taiwaneses (853,4 millones de dólares estadounidenses) para financiar la construcción de hasta 12 buques. El 18 de abril de 2011, un alto cargo militar y un legislador anunciaron que la construcción de un prototipo de 500 toneladas comenzaría en 2012. En la Exposición de Tecnología Aeroespacial y de Defensa de Taipéi de 2013, la Armada presentó una maqueta de la corbeta del proyecto Hsun Hai. El prototipo del programa Hsun Hai fue bautizado el viernes 14 de marzo de 2014 como ROCS Tuo Chiang (PGG-618) en honor al cañonero de la Batalla Marítima del 2 de septiembre durante la Segunda Crisis del Estrecho de Taiwán.
El Ministerio de Defensa Nacional preparó un presupuesto de más de 16.395 millones de yuanes hasta 2025 para asegurar el seguimiento de la producción en serie de tres buques Tuojiang. El coste de producción en serie del buque Tuojiang es 3.200 millones superior al del primer prototipo ya en servicio, una vez descontado el casco. Tras los 500 millones de yuanes adicionales de Taitai, el coste del tipo producido en serie es más de 2.700 millones de yuanes superior al del buque prototipo. 
A principios de 2016, la Armada de la República de China comenzó a planear la adquisición de tres fragatas de defensa antiaérea. Se ha especulado con la posibilidad de que estas fragatas fuesen catamaranes basados en el casco de la clase Tuo River. Los sistemas de armamento previstos incluyen el sistema de lanzamiento vertical (VLS) Mark 41 equipado con una variante naval del Sky Bow III y el Sky Sword II, así como el sistema CIWS Sea Oryx. Contará con una versión de defensa antimisiles balísticos del sistema de defensa antimisiles Sky Bow III para derribar misiles balísticos enemigos.
En 2019 comenzaron las obras del primero de los doce patrulleros costeros de más de 600 toneladas para la Administración de Guardacostas, el patrullero de altura de clase Anping, basado en la corbeta de clase Tuo Chiang en el astillero de Kaohsiung de Jong Shyn Shipbuilding Company.
En diciembre de 2020 se botó en Yilan la primera de las corbetas mejoradas de la clase Tuo Chiang, la PGG-619 Ta Chiang. Los 6 modelos mejorados se entregarían antes de 2023. Según Janes, los nuevos modelos presentan mejoras en "armamento, sistemas de misión y diseño".
En 2021 la corbeta Ta Chiang completó las pruebas y la evaluación del misil TC-2N. La corbeta ha sido recibida positivamente por los analistas militares.
Lungteh botó la tercera corbeta de la clase Tuo Chiang en febrero de 2023.

## Diseño

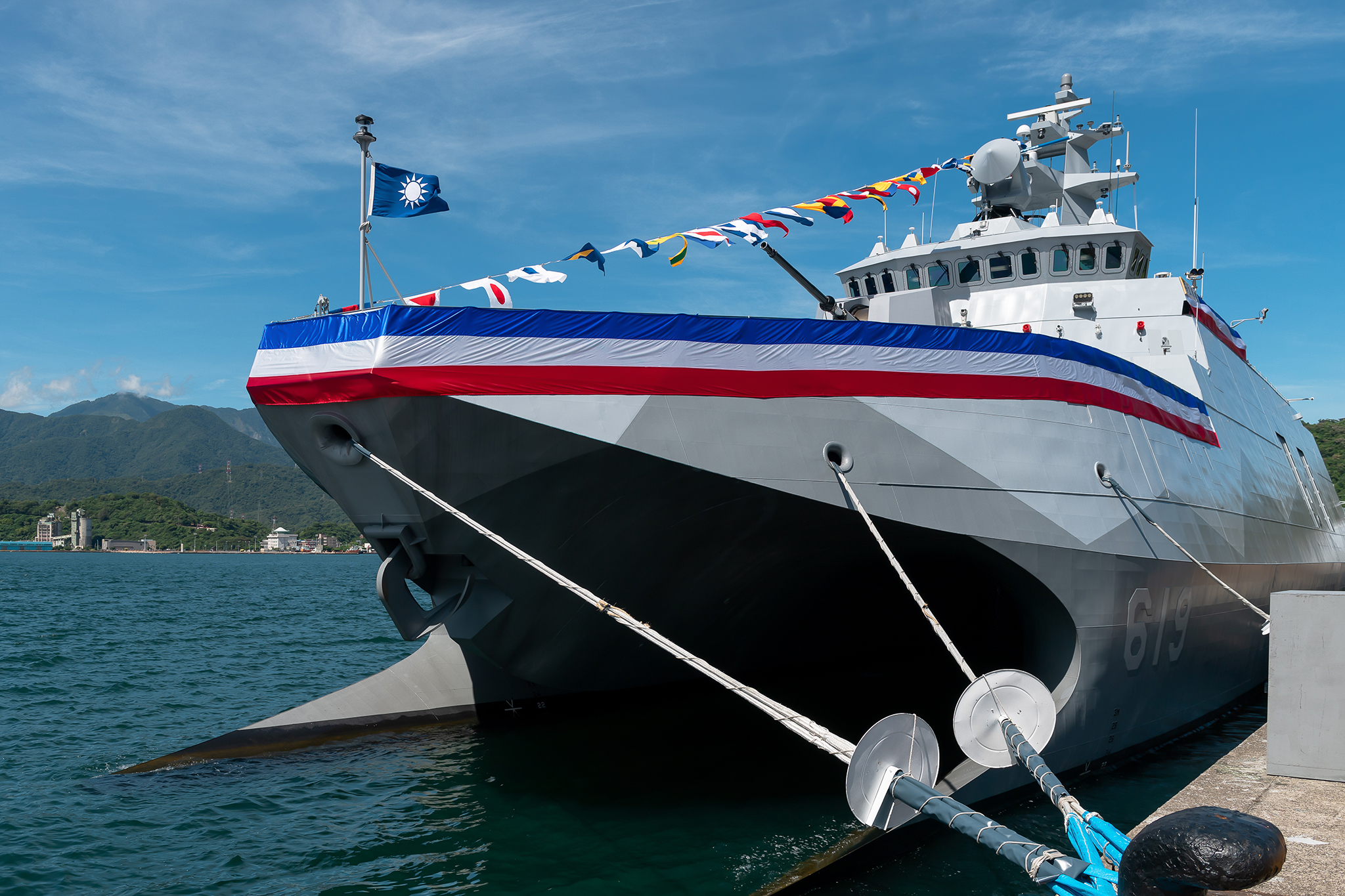
PGG-619 ceremonia de entrega

El buque tiene un diseño de catamarán que rompe las olas, mide 60,4 metros  de eslora, 14 metros de manga y lleva una tripulación de 41 personas. Alcanza una velocidad máxima de 40 nudos y una autonomía de 2.000 millas náuticas (3.700 km). Está armado con ocho lanzamisiles antibuque subsónicos Hsiung Feng II y ocho supersónicos Hsiung Feng III, un sistema de armas proximal Phalanx y un cañón principal de 76 mm (3 pulgadas). El buque puede operar hasta el estado de la mar 7 en olas de hasta 6,1-9,1 m de altura. El Centro de Análisis de Seguridad de Taiwán (TAISAC) declaró que el buque cuenta con tecnologías furtivas para minimizar la detección por radar, un sistema de combate que incluye un sistema de dirección de combate de arquitectura distribuida conocido como "Taiwan Aegis" desarrollado por el Instituto Nacional Chung-Shan de Ciencia y Tecnología y un radar de búsqueda/rastreo y control de fuego y un director electro-óptico autóctonos.
El buque aumenta su capacidad de supervivencia en la guerra naval gracias a su avanzada tecnología furtiva y a su baja sección transversal de radar (RCS), que lo hace menos detectable por radar y le permite quedar oculto por el ruido de radar de fondo cuando opera cerca de la costa.